# Forlanini (dirigibili)
Con l'accezione generica di dirigibile Forlanini, si indica la piccola serie di aeronavi semirigide sviluppate dal pioniere dell'aeronautica italiano Enrico Forlanini, nel periodo che va dai primi anni del Novecento fino ai primi anni trenta. Queste aeronavi, assieme ai dirigibili tedeschi della Groß-Basenach, furono le prime a presentare la navicella di comando solidale con l'involucro per ridurre la resistenza aerodinamica. Inoltre nel suo ultimo progetto, l'Omnia Dir che volò postumo nel 1931, Forlanini realizzò il primo utilizzo pratico di getti d‘aria compressa per il controllo direzionale di un aeromobile.

## F.1Leonardo da Vinci
La costruzione del primo dirigibile di Forlanini iniziò nel 1900, con la collaborazione di Cesare Dal Fabbro. L'aeronave era di tipo semirigido, la struttura che caratterizzerà poi tutti i dirigibili di realizzazione italiana. Sebbene la costruzione del dirigibile iniziasse nel 1900, questo compirà il suo primo volo il 2 luglio del 1909, poco meno di un anno dopo il primo volo del dirigibile semirigido N.1 di Gaetano Arturo Crocco, a cui quindi andò il primato di primo semirigido italiano.
Altra intuizione di Forlanini, che venne subito applicata era l'adozione della gondola di comando solidale con l'involucro, in modo da ridurre la resistenza aerodinamica. In questo, l'ingegnere italiano, era nettamente anticipo sui tempi. In linea con l'epoca era invece il complesso sistema di impennaggi con un gruppo multiplano a poppa seguito da uno triplano in coda. I piani di coda multiplani caratterizzano tutti i dirigibili di Forlanini, con l'esclusione dell'Omnia Dir.
La costruzione dell'aeronave fu rallentata dalle necessità di dover effettuare studi preliminari, che dai costi crescenti (Forlanini era l'unico finanziatore) ed in particolare dalla difficoltà di trovare motori adatti, problema che afflisse Almerico da Schio, costruttore del primo dirigibile italiano. In una prima fase Forlanini studiò la possibilità di impiegare motori a vapore, tecnologia che aveva già impiegato con successo nei suoi primi modelli di elicottero. Nel 1907 optò per un motore a combustione interna Antoinette che modificò per meglio adattarlo alle esigenze del dirigibile. Nel 1908 il dirigibile era ormai pronto, ma dopo un primo gonfiaggio, emerse che l'allungarsi dei tempi di sviluppo aveva compromesso l'affidabilità del diaframma interno dell'involucro, che fu quindi necessario sostituire.
Il primo volo del 22 luglio 1909 fu assai breve, per colpa di una valvola mal funzionante, che costrinse ad un rapido atterraggio. Il breve volo consentì comunque di individuare alcuni difetti, che vennero risolti prima del successivo gonfiaggio e del suo secondo “primo volo”, il 27 novembre dello stesso anno. Pilota era Cesare Dal Fabbro, tenente del Genio e collaboratore di Forlanini nella realizzazione dell'aeronave.

## F.2Città di Milano
Confortato dal successo della sua prima aeronave, Forlanini si impegnò nella costruzione di un progetto più ambizioso: il nuovo dirigibile, bimotore, era quasi 4 volte più grande del suo predecessore. Questa volta l'inventore milanese poté contare su cospicui finanziamenti, che provenivano da una sottoscrizione popolare, dal Comune di Milano, dalla Cassa di risparmio di Milano e dall'esercito.
Complessivamente, l'F.2 Città di Milano manteneva la stessa configurazione dell'F.1. La gondola era divisa in tre scomparti: cabina di comando, cabina passeggeri, sala macchine. Per motivi di sicurezza (l'aeronave era gonfiata con Idrogeno) tutte le stoffe avevano ricevuto trattamento ignifugo, e l'aeronave presentava un doppio involucro. Quello interno era suddiviso in 12 sacche per il gas.

Il primo volo ebbe luogo il 17 agosto 1913 nel cielo sopra Milano. Il 23 agosto venne ufficialmente consegnato al Regio Esercito al comando del Capitano Umberto Agostoni. L'8 dicembre eseguì una prova d'altezza raggiungendo i 2100 m. Il 21 dicembre ebbe luogo il volo forse più significativo. Destinazione era il campo di San Siro, dove il dirigibile. guidato dal Capitano Cesare dal Fabbro che aveva nel suo equipaggio lo stesso ing. Forlanini, fu benedetto dalle autorità ecclesiali e ricevette un gonfalone, dono delle signore della città, che riportava il motto di Gabriele D'Annunzio: Ut coelum muniat Italiae. In questa volo il dirigibile venne onorato da una scorta di 3 aerei. Ai comandi di uno di essi vi era Francesco Baracca.
ll 9 aprile 1914 il dirigibile fu costretto ad un atterraggio di emergenza, dopo che forti raffiche di vento ne avevano lacerato l'involucro lacerando una delle celle di gas. 

Poiché il danno era avvenuto a bassa quota, non fu possibile effettuare lo scarico della zavorra. L’F.2 venne ormeggiato agli alberi circostanti la zona dell'atterraggio di emergenza, l'involucro a causa delle continue raffiche venne strappato via dopo poco e rimaneva danneggiato poco a causa degli urti con il terreno e la boscaglia. A questo punto per effettuare le operazioni di recupero fu necessario sgonfiare le celle del gas, ma forse per colpa di uno dei numerosi curiosi, l'idrogeno s'infiammò bruciando e distruggendo il dirigibile.

## F.3, F.4, F.5 e F.6
Poco dopo il rogo del F.2 Città di Milano il governo britannico effettuava un ordine per un nuovo dirigibile, l'F.3. Per lo scoppio della prima guerra mondiale, non fu possibile però effettuare la consegna. Solo a metà del 1918, fu possibile consegnare ai britannici un dirigibile. Si trattava di un semirigido di tipo M, la classe di dirigibili italiana più diffusa durante la prima guerra mondiale. Questa classe, differiva principalmente dai dirigibili Forlanini per avere la gondola di comando appesa all'involucro.
Sulle orme del governo britannico, anche il governo italiano ordinò la costruzione di altri 3 dirigibili: l'F.4, F.5 e F.6. Quest'ultimo venne completato troppo tardi per partecipare operativamente al conflitto e venne utilizzato nel 1919 dall'ingegner Forlanini, per cercare di dar vita ad un servizio di compagnia aerea con dirigibili, analogamente a quanto avviato 10 anni prima con la DELAG dal Conte Zeppelin.

Nel giugno di quell'anno fu effettuato un volo dimostrativo sulla rotta Milano-Venezia e successivamente vennero studiati servizi sulla rotte Roma-Napoli e Roma-Pisa-Milano, ma queste iniziative non riscossero interesse e le operazioni vennero concluse poco dopo.

## Omnia Dir
Nonostante l'assenza di interesse nel campo del più leggero dell'aria, Forlanini non aveva mai abbandonato del tutto il settore, e nel 1930, al momento della sua morte, era in corso di completamento un dirigibile destinato a sperimentare la sua ultima intuizione: getti d‘aria compressa per il controllo direzionale.
L'Omnia Dir era un piccolo dirigibile semirigido con impennaggi cruciformi, che presentava due gruppi di valvole, uno a poppa ed uno a prua. Infatti il principale svantaggio dei dirigibili dell'epoca era la necessità di un elevato numero di personale a terra per poter effettuare le operazioni di manovra relative all'atterraggio/decollo e al ricovero negli hangar.
Per poter manovrare autonomamente, il dirigibile disponeva di 2 gruppi di valvole indipendenti. Sia a poppa che a prua vi era quindi una struttura cruciforme con valvole orientate nelle possibili direzioni sui tre assi: alto e basso, destra e sinistra, ed una quinta valvola in direzione longitudinale. Ad ognuno dei due gruppi valvole era inviata aria compressa per mezzo di un ventilatore centrifugo, collegato tramite un tubo flessibile.

Durante i voli di prova, tutte queste soluzioni dimostrarono di essere valide permettendo di realizzare le manovre di uscita ed entrata nell'hangar senza l'aiuto di personale sul campo (diversamente degli altri dirigibili del tempo).
Sempre per semplificare le operazioni di manovra, il dirigibile disponeva di un carrello d'atterraggio costituito da una ruota sterzante ammortizzata. La ruota era retrattile. Per l'ormeggio disponeva di un attacco montato al disotto della gondola di comando, in tal modo non occorreva un pilone d'ormeggio di grandi dimensioni a cui il dirigibile era agganciato a prua, ma era sufficiente un piloncino alto circa 1 m. L'aeronave venne completata nel 1931.

## Descrizione tecnica

### Involucro
L'involucro, semirigido, ha sezione trasversale pressoché circolare ed è diviso in sei scomparti da diaframmi trasversali.

La camera d'aria è di tipo longitudinale ed è contenuta in un altro involucro.

La forma dell'involucro è costante dalla pressione mantenuta nella camera d'aria: tenendo aperti quattro portelli (posti anteriormente) durante la marcia e, da fermo, tramite un getto d'aria prodotto da una coppia di ventilatori.
L'irrigidimento di prua è ottenuto da una calotta di duralluminio, che funge anche da carenatura.
La trave, interna all'involucro, ha sezione triangolare ed è formata da elementi realizzati in tubo di duralluminio e giunti in elektron.

Alla trave sono fissati i gruppi di valvole di manovra, la navicella e gli impennaggi.

### La navicella
Realizzata in tubi e profilati di duralluminio, all'interno di essa trovano posto gli organi di controllo, il motore, un motorino ausiliario, la trasmissione e il serbatoio di benzina.

### Gli impennaggi
L'armatura degli impennaggi e dei timoni fu realizzata con profilati di elektron rivestiti da tela verniciata. In questo modo il loro peso non superava 1,4 kg/m2.